# フリフリ!イチローくん
『フリフリ!イチローくん』は、河合じゅんじが『月刊まんがパロ野球ニュース』（竹書房）に1995年から1998年まで連載していた野球ギャグ漫画。

## 概要
オリックス・ブルーウェーブのイチローを始め、様々なプロ野球選手・関係者が繰り広げるギャグ漫画。登場人物・球団名等は『かっとばせ!キヨハラくん』や『ゴーゴー!ゴジラッ!!マツイくん』と異なり全て実名。

## 主な登場人物
イチロー （イチロー）
オリックスブルーウェーブのバッター、クールだけどいたずらをする。
オーギ監督 （仰木彬）
オリックスの監督、ついに西武を倒し常勝軍団になった。イチローの助演男優賞。
オー監督 （王貞治）
福岡ダイエーホークスの監督、負けると悲しそうな顔をする。
ヒガシオ監督 （東尾修）
西武ライオンズの監督、出番は1コマだけ。
ムラタコーチ （村田兆治）
福岡ダイエーホークスの投手コーチ、出番は1コマだけ。
ナガシマカズシゲ （長嶋一茂）
元プロ野球選手、引退後はスポーツキャスターの道へ。